# Европейское посольство Сефевидов (1599—1602)

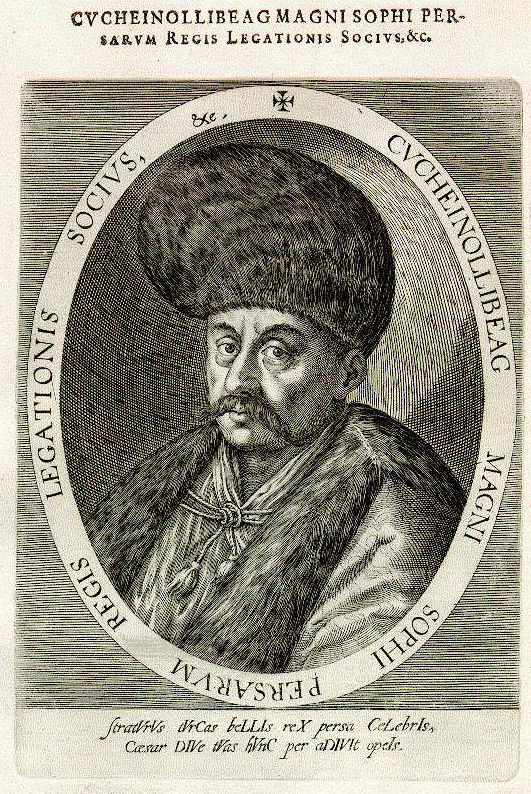
Посол Гусейнали-бей Баят

Европейское посольство Сефевидов (1599–1602) — дипломатическая делегация, посланная шахом Аббасом I для объединения с некоторыми силами в Европе против Османской империи. Империя Сефевидов с самого начала находилась в состоянии войны с Османской империей. Война шла с перерывами почти столетие. Стамбульский договор, подписанный в 1590 году, был с суровыми условиями для Сефевидов, и Аббас I строил планы по возвращению утраченных земель.
Главной целью делегации было найти преимущество, которые заключили бы союз с империей Сефевидов против османов и одновременно объявили бы войну Османской империи.

## План

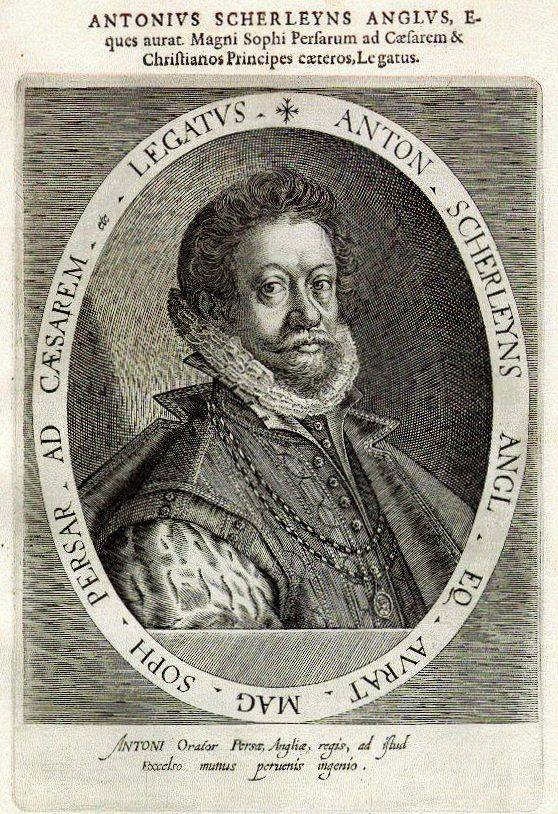
Сэр Энтони Ширли

Посольство состояло из посла и его 4 секретарей. В состав делегации входили посол Гусейнали-бей Баят, его первый секретарь Орудж-бей, его сын Султанали-бек, племянник Хусейн Али-бея Алигулу-бек и еще двое. В состав экипажа входил английский авантюрист сэр Энтони Ширли. Он прибыл из Венеции с 25 другими англичанами в мае 1599 года и стал фаворитом шаха Аббаса I. До этого между Англией и Сефевидами было несколько контактов. Эта связь была установлена через Энтони Дженкинсона, посла королевы Елизаветы I, отправленного в 1562 году.
Планировалось, что делегация посетит 8 европейских дворов. Кроме того, была запланирована специальная поездка. Таким образом, один человек отправился, чтобы остаться постоянным послом Сефевидов во дворце русского царя Бориса Годунова.  Делегация смогла познакомиться только с 3 немецкими государствами, итальянским и испанским дворцами. Запланированный заранее план посещения дворов Франции, Англии, Шотландии и Польши был отменен в пути.

## Совещания

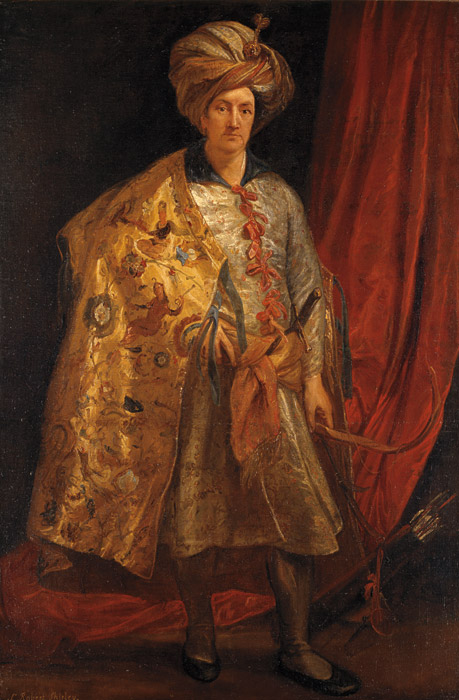
Роберт Ширли

В июле 1599 г. делегация выехала в Астрахань. Они достигли Москвы в ноябре 1599 г. После долгого пути, в 1600 году, делегация достигла Чехии, Праги, встретила там императора Рудольфа и провела там зиму. Весной 1601 года делегация отправилась в Мюнхен и встретилась с Вильгельмом II, бывшим герцогом Баварии. Позже делегация отправилась в Италию, где встретила в Мантуе Венценцо Гонзагу, герцога Мантуи и Монферрата. Однако посольство не смогло встретиться с дожем Венеции, который отказался принять посланников Сефевидов, заявив, что встречается с посольством Османской империи. Последней задачей делегации было встретиться с королем Испании. Делегация в Испании встретила Филиппа III и попросила у него разрешения отправиться в Ормуз. Король предоставил транспортное средство, которое доставит их к Персидскому заливу по морю через Португалию. Однако в последнем случае один из членов посольства, благочестивый мулла, был зарезан испанцем в Мериде. После переговоров о компенсации посольство выехало из Лиссабона в империю Сефевидов в начале 1602 года.

## Итог
Новая Турецко-персидская война (1603—1618) началась сразу же после того, как посольство закончило свои заседания. Империя Сефевидов, в основном завершившая модернизацию своих армий и решение внутренних вопросов, одержала в этой войне крупную победу. Роберт Ширли и его брат Энтони Ширли также участвовали в модернизации армии.
Второе подобное посольство было отправлено в Европу в 1609—1615 годах, и делегацию возглавил сам Роберт Ширли. Эта делегация побывала в Кракове, Праге, Флоренции, Риме, Мадриде, Лондоне и вернулась в Сефевидскую империю с территории Великой Монгольской империи.
Под влиянием этих встреч между шахом Аббасом и Ост-Индской компанией в 1616 г. было подписано торговое соглашение, а в 1622 г. объединенным англо-сефевидским армиям удалось победить и изгнать португальцев и испанцев из Персидского залива.
Роберт Ширли был отправлен в Англию в 1624 году для подписания торгового соглашения. Кроме того, в 1715 году империя Сефевидов отправила дипломатическую делегацию во Францию Людовика XIV.